# HD 21819
HD 21819，又名BD+54 693，SAO 24099、HR 1073，是一颗恒星，视星等为5.98，位于銀經144.84，銀緯-0.84，其B1900.0坐标为赤經3h 26m 1.9s，赤緯+54° -0.84′ 8″。